# Hans Otto Bang
Hans Otto Bang (født 19. september 1712 i Hillerød, død 31. oktober 1764) var en dansk teolog.
I 1731 blev Hans Otto Bang student, og han valgte Caspar Bartholin den yngre til sin privatpræceptor. Efter at have studeret i København opholdt han sig 1738-40 med kongelig understøttelse i Halle, og da han vendte hjem fra udlandet, blev han lærer for kadetterne.
I 1746 blev han provst ved Kommunitetet og i 1748 magister. Han blev licentiat i  1752 og doktor i teologien. To år senere blev han ordinarius ved det teologiske fakultet, og som teologisk professor døde han ugift.
Hans betydeligste arbejde er en forholdsvis vidtløftig indledning til Judas' brev (1752 og 57), men også hans korte disputats (De logica, lima judicii, 1735) fortjener at nævnes, navnlig på grund af dens karakteristiske slutning: "Theologus sine hac lima est cacologus, Jurisconsultus in jure stultus, Medicus mendicus, Philosophus morisophus, disputator sine adhibita hac lima est ut domus sine janua".
I en sådan betragtning af logikken har man fundet en retfærdiggørelse af Holbergs klage over, at de danske studenter ved filosofi ikke forstod "hverken Philosophia moralis eller naturalis, men alene Logica og Metaphysica, som de kalder Introduktion eller Vejviser til Theologien".